# Ben Ahmed
Pour les articles homonymes, voir Ben Ahmed (homonymie).
Ben Ahmed (en arabe : بن احمد ; en berbère : ⴱⵏ ⴰⵃⵎⴷ) est une ville du Maroc. Elle est située dans la région de Casablanca-Settat située à 70 km au sud-est de Casablanca

## Histoire
En 1895 la ville fut ruinée par les troupes chérifiennes et les bédouins.
« Vers midi, ayant atteint le sommet d'une onde du terrain, nous nous trouvons subitement en face de Dar Ben-Hamed, jadis la florissante kasba de Mzab et qui n'est plus, aujourd'hui, qu'un amas de ruines désertes, dont les murailles rouges flanquées de tours carrées et les maisons blanches effondrées et vides s'étalent à nos pieds, dans un cadre vert et fleuri de champs en friche envahis par les herbes sauvages. 
L'histoire de la destruction de cette kasba est une illustration éloquente de l'état des choses au Maroc. 
Il y a deux ans à peine, le caïd Ben-Hamed était un des gouverneurs les plus puissants des Châouïa, et sa kasba en était un des centres commerçants et agricoles les plus importants. Pendant la longue durée de son administration il avait amassé une fortune considérable, si considérable, en effet, qu'un jour le gouvernement chérifien jugea le moment venu de s'en emparer. Mandé à la cour sous un prétexte quelconque, le caïd Ben-Hamed fut jeté en prison sans autre forme de procès, et une force armée partit de Marrakech pour s'emparer du trésor convoité. Mais en arrivant devant la kasba, elle en trouva les portes closes et les parapets garnis de fusils. Un combat sanglant s'ensuivit, et les troupes chérifiennes finirent par s'emparer de la place.[…]. Mais les vainqueurs ne jouirent pas longtemps de leur triomphe. Les bédouins, attirés par l'odeur de la poudre et l'espoir du butin, accoururent de tous côtés et se précipitèrent à la curée. Ils attaquèrent et défirent les émissaires du Sultan et s'emparèrent à leur tour de la kasba, qui fut mise à sac et laissée dans l'état où nous la voyons aujourd'hui. »

## Description
Ben Ahmed est une ville située à 80 km à l'est de Casablanca sur la route de Khouribga, dans la province de Settat, entre Berrechid et Khouribga.

## Personnalités liées à la ville
- Fatna El Bouih, auteure et militante marocaine née en 1956 à Ben Ahmed.
- Ilyass Elbadaouy (auteur et rappeur marocain né en 2001 à Ben Ahmed)

## Enseignement
La ville est dotée de deux lycées, un lycée technique, deux collèges, deux centres de formation professionnelle et plusieurs écoles primaires ainsi que des instituts scolaires privés, (primaire, collège, lycée).

## Santé
Ben Ahmed est équipée d'un hôpital de zone contenant un service d'urgences, une maternité, un service de médecine et de chirurgie générale, un secteur de pneumo-physiologie et un centre de diagnostic pour consultation en pédiatrie et en gynécologie obstétrique. La ville est également dotée d'un centre de soins urbain et de plusieurs cabinets de médecine libérale ainsi que de pharmacies.

## Administrations
Ben Ahmed compte également une mairie, un commissariat de police, maison de la jeunesse, onze agences bancaires, une poste, télécommunications, un tribunal de 1re instance, une administration d'agriculture, une administration de travaux publics, trésorerie générale, ONEP, ONE, une brigade de la gendarmerie royale et une caserne des forces auxiliaires (Makhzen mobile).

## Autorités
Les autorités sont représentées par le Pacha de la ville, par le procureur du Roi, le maire et la police.

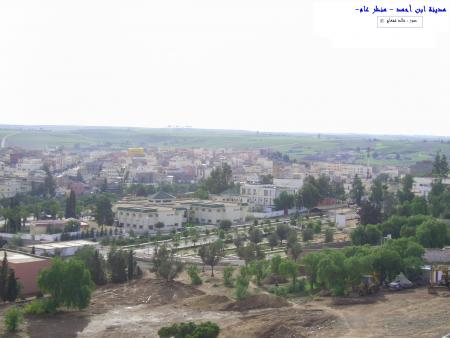
Vue panoramique de la ville
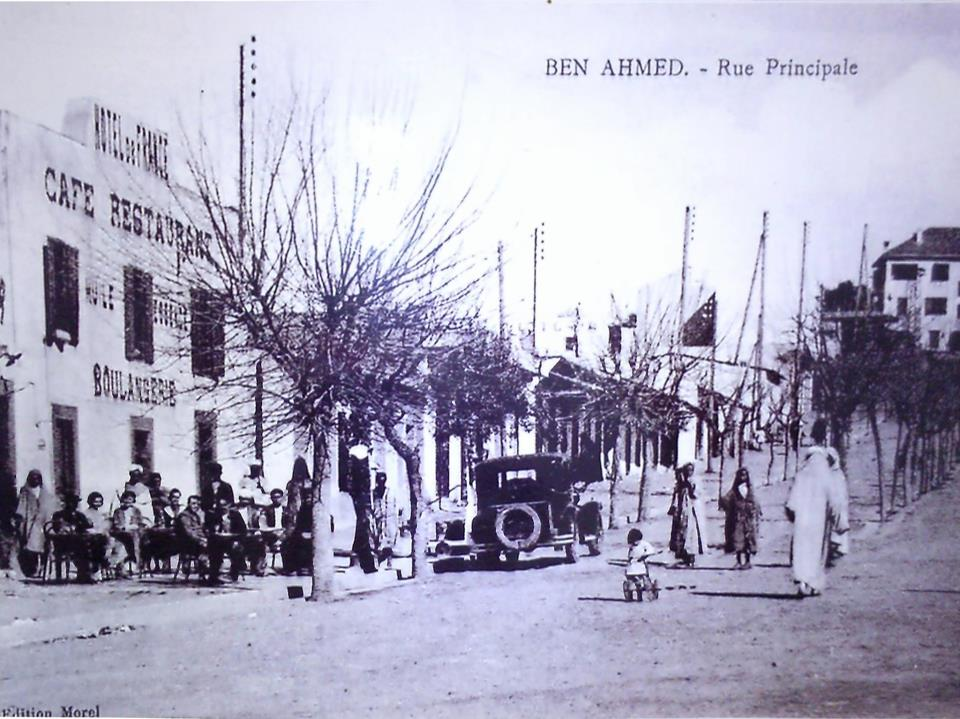
Ben Ahmed en 1933

### Sport
Au niveau du sport, la ville de Ben Ahmed a vue la création de son 1er club sportif dans les annèes 1940 dont son équipe de football avait participé en Botola sous l'ère de la LMFA.

Voir : 